# 2024년 5월
| 2024년: 1월 · 2월 · 3월 · 4월 · 5월 · 6월 · 7월 · 8월 · 9월 · 10월 · 11월 · 12월 |

| \| 2024년 5월 1일 (수요일) \| \| 편집 \| |  |      |
|                                          |  |      |
| 2024년 5월 1일 (수요일)                  |  | 편집 |

| 2024년 5월 1일 (수요일) |  | 편집 |

| \| 2024년 5월 2일 (목요일) \| \| 편집 \|                                                       |  |      |
| 무력 충돌과 공격 - 대한민국 외교부는 5개 재외공관에 대한 테러경보 단계를 경계로 상향 조치했다. |  |      |
| 2024년 5월 2일 (목요일)                                                                        |  | 편집 |

| 2024년 5월 2일 (목요일) |  | 편집 |

| \| 2024년 5월 3일 (금요일) \| \| 편집 \| |  |      |
|                                          |  |      |
| 2024년 5월 3일 (금요일)                  |  | 편집 |

| 2024년 5월 3일 (금요일) |  | 편집 |

| \| 2024년 5월 4일 (토요일) \| \| 편집 \| |  |      |
|                                          |  |      |
| 2024년 5월 4일 (토요일)                  |  | 편집 |

| 2024년 5월 4일 (토요일) |  | 편집 |

| \| 2024년 5월 5일 (일요일) \| \| 편집 \|                                                                                        |  |      |
| 법과 범죄 - 대한민국 경기도 고양시 킨텍스에서 아동음란물 패널이 전시되었다는 112 신고가 접수돼 경찰이 출동하는 상황이 일어났다. |  |      |
| 2024년 5월 5일 (일요일) |  | 편집 |

| 2024년 5월 5일 (일요일) |  | 편집 |

| \| 2024년 5월 6일 (월요일) \| \| 편집 \| |  |      |
|                                          |  |      |
| 2024년 5월 6일 (월요일)                  |  | 편집 |

| 2024년 5월 6일 (월요일) |  | 편집 |

| \| 2024년 5월 7일 (화요일) \| \| 편집 \| |  |      |
|                                          |  |      |
| 2024년 5월 7일 (화요일)                  |  | 편집 |

| 2024년 5월 7일 (화요일) |  | 편집 |

| \| 2024년 5월 8일 (수요일) \| \| 편집 \| |  |      |
| 보건과 환경 - 2024년 대한민국 의료대란: 대한민국 정부가 전공의 파업 장기화에 따른 의료 공백을 메우기 위해 외국인 의사들의 국내 의료행위를 허용하는 법을 개정할 예정이다. |  |      |
| 2024년 5월 8일 (수요일) |  | 편집 |

| 2024년 5월 8일 (수요일) |  | 편집 |

| \| 2024년 5월 9일 (목요일) \| \| 편집 \| |  |      |
| 문화와 예술 - 네이버의 치지직이 정식 출시되었다. 법과 범죄 - 보이스피싱 총책인 박모 씨(김미영 팀장)가 수감 중이던 필리핀 교도소에서 탈옥한 사건이 일어났다. - IVE 의 장원영에 대한 신변을 위협하는 글이 올라와 소속사 스타쉽엔터테인먼트가 경찰청에 신고했다. |  |      |
| 2024년 5월 9일 (목요일) |  | 편집 |

| 2024년 5월 9일 (목요일) |  | 편집 |

| \| 2024년 5월 10일 (금요일) \| \| 편집 \| |  |      |
|                                           |  |      |
| 2024년 5월 10일 (금요일)                  |  | 편집 |

| 2024년 5월 10일 (금요일) |  | 편집 |

| \| 2024년 5월 11일 (토요일) \| \| 편집 \| |  |      |
|                                           |  |      |
| 2024년 5월 11일 (토요일)                  |  | 편집 |

| 2024년 5월 11일 (토요일) |  | 편집 |

| \| 2024년 5월 12일 (일요일) \| \| 편집 \| |  |      |
| 법과 범죄 - 파타야 한국인 관광객 납치살인 사건: 태국 파타야에서 한국인 관광객이 납치살해당한 사건이 발생했다. 사고와 재해 - 멕시코 치아파스주 타파출라 남남서쪽 52 km 해역에서 규모 6.4의 지진이 발생했다. |  |      |
| 2024년 5월 12일 (일요일) |  | 편집 |

| 2024년 5월 12일 (일요일) |  | 편집 |

| \| 2024년 5월 13일 (월요일) \| \| 편집 \| |  |      |
|                                           |  |      |
| 2024년 5월 13일 (월요일)                  |  | 편집 |

| 2024년 5월 13일 (월요일) |  | 편집 |

| \| 2024년 5월 14일 (화요일) \| \| 편집 \| |  |      |
|                                           |  |      |
| 2024년 5월 14일 (화요일)                  |  | 편집 |

| 2024년 5월 14일 (화요일) |  | 편집 |

| \| 2024년 5월 15일 (수요일) \| \| 편집 \|                                               |  |      |
| 무력 충돌과 공격 - 로베르트 피초 피격 사건: 슬로바키아 총리 로베르트 피초가 피격당했다. |  |      |
| 2024년 5월 15일 (수요일)                                                                |  | 편집 |

| 2024년 5월 15일 (수요일) |  | 편집 |

| \| 2024년 5월 16일 (목요일) \| \| 편집 \| |  |      |
|                                           |  |      |
| 2024년 5월 16일 (목요일)                  |  | 편집 |

| 2024년 5월 16일 (목요일) |  | 편집 |

| \| 2024년 5월 17일 (금요일) \| \| 편집 \|                           |  |      |
| 문화와 예술 - 대한민국 문화재청의 명칭이 국가유산청으로 변경되었다. |  |      |
| 2024년 5월 17일 (금요일)                                            |  | 편집 |

| 2024년 5월 17일 (금요일) |  | 편집 |

| \| 2024년 5월 18일 (토요일) \| \| 편집 \| |  |      |
|                                           |  |      |
| 2024년 5월 18일 (토요일)                  |  | 편집 |

| 2024년 5월 18일 (토요일) |  | 편집 |

| \| 2024년 5월 19일 (일요일) \| \| 편집 \|                                                                   |  |      |
| 사고와 재해 - 2024년 바르자칸 헬리콥터 추락 사고: 이란에서 에브라힘 라이시 대통령이 탄 헬리콥터가 추락했다. |  |      |
| 2024년 5월 19일 (일요일)                                                                                    |  | 편집 |

| 2024년 5월 19일 (일요일) |  | 편집 |

| \| 2024년 5월 20일 (월요일) \| \| 편집 \| |  |      |
| 보건과 환경 - 대한민국에서 해당 병원이나 의료기관 방문시 신분증 확인이 의무화되었다. 정치와 선거 - 신임 중화민국의 총통에 라이칭더 부총통이 취임하였다. 지난 2024년 1월 실시된 중화민국 총통 선거에서 당선된 라이칭더 총통의 임기는 4년으로, 차이잉원 총통의 뒤를 이었다. 러닝메이트로 부총통에 당선된 샤오메이친이 라이칭더의 뒤를 이어 부총통에 취임하였다. |  |      |
| 2024년 5월 20일 (월요일) |  | 편집 |

| 2024년 5월 20일 (월요일) |  | 편집 |

| \| 2024년 5월 21일 (화요일) \| \| 편집 \| |  |      |
|                                           |  |      |
| 2024년 5월 21일 (화요일)                  |  | 편집 |

| 2024년 5월 21일 (화요일) |  | 편집 |

| \| 2024년 5월 22일 (수요일) \| \| 편집 \|          |  |      |
| 문화와 예술 - 대한민국의 신경림 시인이 사망하였다. |  |      |
| 2024년 5월 22일 (수요일)                           |  | 편집 |

| 2024년 5월 22일 (수요일) |  | 편집 |

| \| 2024년 5월 23일 (목요일) \| \| 편집 \| |  |      |
|                                           |  |      |
| 2024년 5월 23일 (목요일)                  |  | 편집 |

| 2024년 5월 23일 (목요일) |  | 편집 |

| \| 2024년 5월 24일 (금요일) \| \| 편집 \|                                                                                |  |      |
| 사고와 재해 - 2024년 엥가 산사태: 파푸아뉴기니 엥가주에서 발생한 산사태로 670명 이상이 매몰되고 3천명 이상이 실종되었다. |  |      |
| 2024년 5월 24일 (금요일)                                                                                                 |  | 편집 |

| 2024년 5월 24일 (금요일) |  | 편집 |

| \| 2024년 5월 25일 (토요일) \| \| 편집 \| |  |      |
|                                           |  |      |
| 2024년 5월 25일 (토요일)                  |  | 편집 |

| 2024년 5월 25일 (토요일) |  | 편집 |

| \| 2024년 5월 26일 (일요일) \| \| 편집 \| |  |      |
|                                           |  |      |
| 2024년 5월 26일 (일요일)                  |  | 편집 |

| 2024년 5월 26일 (일요일) |  | 편집 |

| \| 2024년 5월 27일 (월요일) \| \| 편집 \| |  |      |
|                                           |  |      |
| 2024년 5월 27일 (월요일)                  |  | 편집 |

| 2024년 5월 27일 (월요일) |  | 편집 |

| \| 2024년 5월 28일 (화요일) \| \| 편집 \| |  |      |
|                                           |  |      |
| 2024년 5월 28일 (화요일)                  |  | 편집 |

| 2024년 5월 28일 (화요일) |  | 편집 |

| \| 2024년 5월 29일 (수요일) \| \| 편집 \|                                                               |  |      |
| 사고와 재해 - 인도 비하르주에서 낮 최고기온이 52.3도를 넘어 관측 사상 역대 최고치 폭염 기록을 경신했다. |  |      |
| 2024년 5월 29일 (수요일)                                                                                |  | 편집 |

| 2024년 5월 29일 (수요일) |  | 편집 |

| \| 2024년 5월 30일 (목요일) \| \| 편집 \|               |  |      |
| 정치와 선거 - 대한민국 제22대 국회의 임기가 시작되었다. |  |      |
| 2024년 5월 30일 (목요일)                                |  | 편집 |

| 2024년 5월 30일 (목요일) |  | 편집 |

| \| 2024년 5월 31일 (금요일) \| \| 편집 \| |  |      |
|                                           |  |      |
| 2024년 5월 31일 (금요일)                  |  | 편집 |

| 2024년 5월 31일 (금요일) |  | 편집 |

| <          | 2024년 5월 | 2024년 5월 | 2024년 5월  | 2024년 5월 | 2024년 5월 | >          |
| 일         | 월         | 화         | 수          | 목         | 금         | 토         |
|            |            |            | 1 3.23 을축 | 2 24 병인  | 3 25 정묘  | 4 26 무진  |
| 5 27 기사  | 6 28 경오  | 7 29 신미  | 8 4.1 임신  | 9 2 계유   | 10 3 갑술  | 11 4 을해  |
| 12 5 병자  | 13 6 정축  | 14 7 무인  | 15 8 기묘   | 16 9 경진  | 17 10 신사 | 18 11 임오 |
| 19 12 계미 | 20 13 갑신 | 21 14 을유 | 22 15 병술  | 23 16 정해 | 24 17 무자 | 25 18 기축 |
| 26 19 경인 | 27 20 신묘 | 28 21 임진 | 29 22 계사  | 30 23 갑오 | 31 24 을미 |            |

| - 2024년 - 4월 - 5월 - 6월 편집하기 |